# Chikhai Bardo
"Chikhai Bardo" es el séptimo episodio de la segunda temporada de la serie de televisión de ciencia ficción y suspenso psicológico Severance. Es el episodio número 16 de la serie y fue escrito por el creador de la serie Dan Erickson y el productor ejecutivo Mark Friedman, y dirigido por Jessica Lee Gagné en su debut como directora. Se estrenó en Apple TV+ el 27 de febrero de 2025. El título es una referencia al budismo tibetano; más específicamente a la cuarta etapa del bardo, el bardo del momento de la muerte.
La serie sigue a los empleados de la corporación ficticia Lumon Industries, una empresa que utiliza un programa de "cercenadura" en el que sus recuerdos no laborales se separan de sus recuerdos laborales. El episodio cuenta la historia de Gemma Scout y revela información adicional sobre las actividades de Lumon. 
El episodio recibió elogios de la crítica, y muchos críticos elogiaron la dirección de Gagné y la actuación de Lachman, y destacaron el episodio como uno destacado de la serie.

## Trama
El episodio entrelaza los recuerdos reintegradores de Mark (Adam Scott) de su matrimonio con Gemma (Dichen Lachman) con su vida actual en el piso de pruebas de Lumon, así como las consecuencias actuales de la convulsión de Mark

### En el pasado
Gemma y Mark, ambos profesores del Ganz College, se conocen en una campaña de donación de sangre organizada por Lumon y rápidamente se llevan bien. Su relación evoluciona hacia un matrimonio amoroso. Gemma finalmente queda embarazada, lo que revela sutilmente durante el almuerzo con Devon (Jen Tullock) y Ricken (Michael Chernus), pero luego sufre un aborto espontáneo. 
Algún tiempo después, Gemma y Mark se inscriben en un tratamiento de fertilidad en una clínica Lumon, pero sus tres rondas de FIV resultan infructuosas. Después de visitar la clínica, Gemma comienza a recibir tarjetas ideográficas por correo, incluida una que representa el chikhai bardo. El fracaso de la pareja en tener un hijo va generando cada vez más tensión en su matrimonio, y finalmente deciden dejar de intentar tener un bebé por el momento. Posteriormente, Mark se sumerge en su trabajo y una noche rechaza una invitación de Gemma para salir con unos amigos porque tiene trabajo que terminar. Más tarde esa noche, la policía llega a su puerta para decirle que Gemma ha muerto en un accidente automovilístico.

### En Lumon
Gemma vive como paciente en el piso de pruebas de Lumon, que se revela que contiene una serie de habitaciones cuyos nombres corresponden a archivos de Refinamiento de Macrodatos (MDR). Cada habitación despierta a un Innie diferente, obligado a soportar una experiencia desagradable (como una cita con el dentista o una turbulencia en un avión), generalmente diseñada por el Dr. Mauer (Robby Benson), que desempeña diferentes papeles en cada una de las habitaciones, y está enamorado de ella. Gemma visita un puñado de estas habitaciones cada día, vistiendo un atuendo diferente para cada una; después, Mauer la entrevista sobre cualquier recuerdo o emoción que persista en las habitaciones. Gemma es guiada entre las habitaciones por su enfermera, Cecily (Sandra Bernhard), quien también administra su atención hospitalaria. 
Mientras tanto, se revela que las actividades de MDR están siendo monitoreadas por otro equipo que trabaja directamente debajo de ellos, supervisado por el Sr. Drummond (Ólafur Darri Ólafsson), a quien Mauer reporta. Drummond señala que las pruebas de Mauer en Gemma demuestran que los chips de cercenadura funcionan, y le dice que tendrá que despedirse de ella después de que Mark complete el archivo MDR de Cold Harbor, que actualmente está estancado en el 96% debido a las hemorragias nasales de Mark. Gemma, que aún no ha visitado la habitación denominada Cold Harbor, le pregunta a Mauer durante una entrevista qué sucederá después de que haya estado en todas las habitaciones y si volverá a ver a Mark, pero Mauer responde crípticamente.
Un día, Mauer entra en la sala de Gemma para decirle que Mark se ha vuelto a casar y ha tenido una hija. Gemma se muestra incrédula; cuando Mauer sugiere que ella también puede haber "seguido adelante" mientras estaba en una de las salas de pruebas, Gemma lo golpea en la cabeza con una silla, le roba su tarjeta de acceso y corre por los pasillos hasta que encuentra un ascensor. Al ascender al Salón de Exportaciones, Gemma se convierte en la Sra. Casey, su inconsciente Innie en el piso cortado, a quien Milchick (Tramell Tillman) simplemente acompaña de regreso al ascensor. Gemma rompe a llorar al encontrarse nuevamente en la sala de pruebas con Cecily esperándola.

### En el presente
Mark permanece inconsciente después de su convulsión. Reghabi (Karen Aldridge) le revela a una angustiada Devon que Gemma está viva y que Mark decidió someterse a la reintegración para poder encontrarla. Devon recuerda la "cabaña Innie" donde dio a luz a su hija y se pregunta si es posible despertar a Mark allí. Ella sugiere llamar a Cobel para pedirle ayuda sobre cómo acceder a la cabaña, pero Reghabi le insta a no hacerlo y le advierte que Cobel los entregará inmediatamente a Lumon. Ella se va abruptamente cuando Devon parece no escucharla.
Más tarde, Mark finalmente despierta, todavía teniendo recuerdos de Gemma.

## Producción

### Desarrollo
El episodio fue escrito por el creador de la serie Dan Erickson y el productor ejecutivo Mark Friedman, y dirigido por Jessica Lee Gagné. Esto marcó el quinto crédito como guionista de Erickson, el primer crédito como guionista de Friedman y el primer crédito como director de Gagné. 
Gagné explicó que después de trabajar en la primera temporada, dudó en regresar para la segunda temporada. El productor ejecutivo Ben Stiller le propuso que dirigiera un episodio y Gagné lo consideró seriamente. Se decidió por el séptimo episodio porque "sentí una gran conexión con él y pensé: 'Oh, siento que se supone que debo hacer este episodio'. Y luego me di cuenta de que nunca habrá un lugar más seguro para hacer algo que este. Conozco a todo el mundo. Conozco al elenco, a los escritores, a Ben. Todos los que estaban a mi alrededor creyeron en mí y me apoyaron, y eso es lo que realmente me permitió hacerlo".

### Escritura
Dichen Lachman dijo que era esencial mostrar la lucha de Mark y Gemma después de un aborto espontáneo: "Pensé que era una historia muy importante para contar, porque es algo muy común por lo que pasan las mujeres. Muchas mujeres se sienten muy aisladas cuando les sucede eso, así que fue agradable poder representar esa historia incluso cuando no es la parte más importante del programa. Aprecié eso, y debido a que dos hombres [Dan Erickson y Mark Friedman] estaban escribiendo los guiones, estaban abiertos a las aportaciones de Jessica y mías en términos de jugar delicadamente con el equilibrio de eso".  Adam Scott estaba muy interesado en explorar una fase anterior a la serie: "Fue realmente interesante y completamente separada del resto del programa, en cuanto a cómo lo hicimos, de qué se trataba. Solo la línea de tiempo y el material en sí nos elevaban y nos dejaban caer en un mundo completamente diferente, así que fue súper divertido". 
Dan Erickson quería explorar los rasgos de Gemma: "Con todos los personajes, cuando ves sus partes externas, la pregunta siempre es, ¿en qué medida son diferentes sus partes internas? Pero también, ¿en qué medida son esencialmente iguales? Entonces, los rasgos de la Sra. Casey de ser intelectualmente curiosa, amable, compasiva y preocupada por los demás fueron una base para comenzar a descubrir quién es Gemma". 

### Rodaje
Las escenas de Ganz College se filmaron en Nassau Community College en Garden City, Nueva York. Las escenas de flashback en la casa de Mark y Gemma se filmaron en película de 16 mm y en la casa alquilada de Gagné.  Gagné dijo que la decisión de filmar en película de 16 mm se tomó para evocar el pasado: "La idea era: ¿qué te dará la sensación natural más inmediata de nostalgia? ¿Qué evocará esa emoción cálida en la gente de los recuerdos? No hay mejor medio que ese. Así que fue una elección obvia, pero no es algo sencillo de manejar. Pero creo que es lo que hizo que fuera fácil filmar recuerdos sin tener que aplicar una estética". 
En cuanto a la escena final, Gagné dijo: "Mark tiene que experimentar todos los momentos que ha tenido con Gemma, y luego darse cuenta de que ella no está allí. Es como un momento agridulce que ha tenido, donde pudo estar con ella nuevamente. Adam, pude ver que estaba muy concentrado. Pensé: "Oh, algo va a pasar". Y se concentró. Hicimos esa toma. Fue tan hermoso, solo ese momento en el que se levanta en silencio. Se enamoró de esa toma. Era mi segundo día dirigiendo y no tenía la suficiente confianza para decir: "Lo logramos. Podemos seguir adelante". Pensé: "¿Hagamos una toma segura?". Como un completo idiota. Pero pensé: "Esa es la toma. Simplemente no tuve las agallas todavía". 

## Recepción crítica

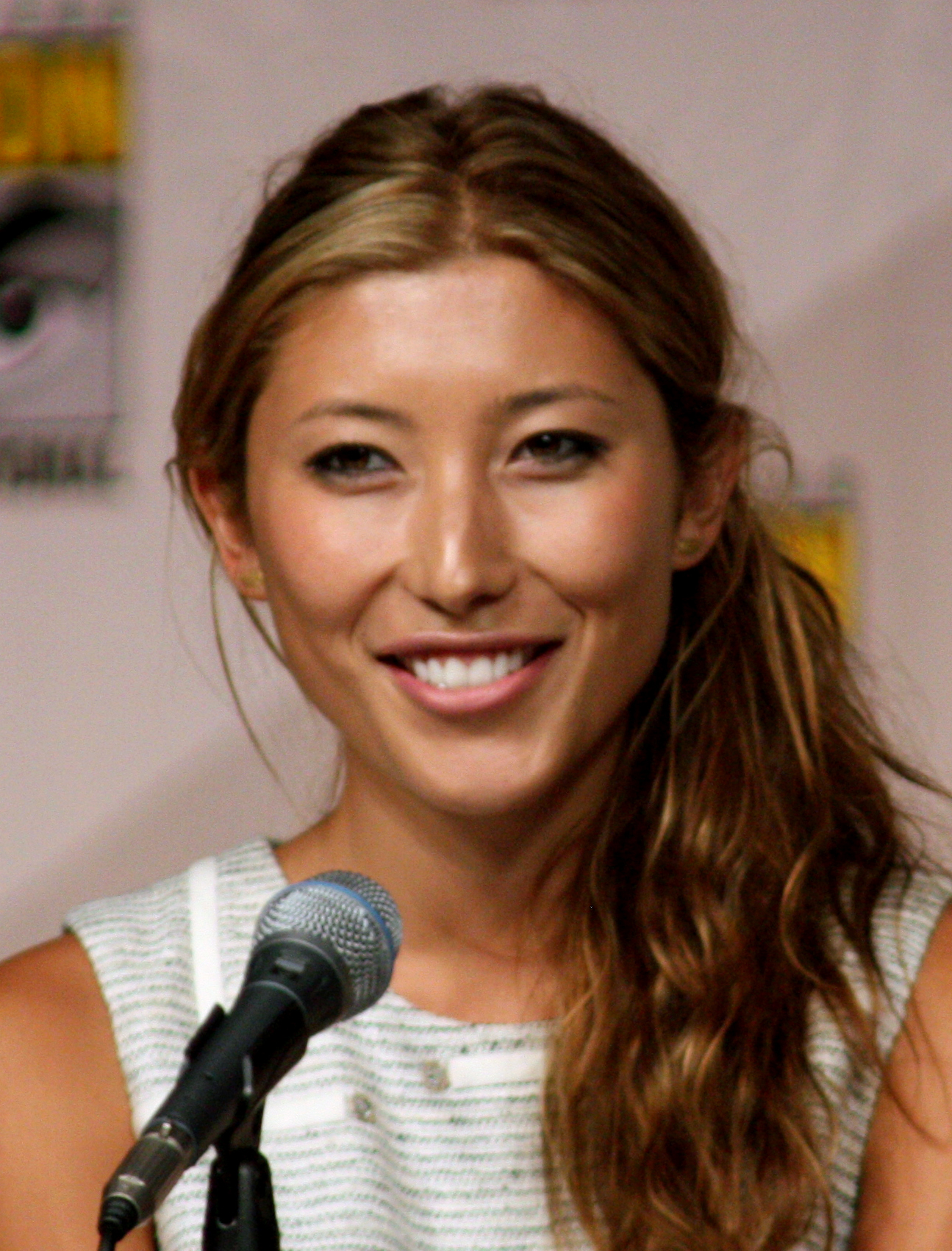
Dichen Lachman recibió elogios de la crítica por su actuación en el episodio.

"Chikhai Bardo" recibió elogios de la crítica. Saloni Gajjar de The AV Club le dio al episodio una "A" y escribió: "Escrito por Erickson y Mark Friedman, el episodio siete revela la vida de Mark y Gemma y revela cuán cruelmente Lumon la ha estado tratando durante dos años. Es lo que todos han estado esperando. No tenemos todas las respuestas todavía, pero 'Chikhai Bardo' es un viaje gratificante debido al compromiso de Severance de estar impulsado por los personajes".
Alan Sepinwall, de la revista Rolling Stone, dijo: "¿Fue 'Chikhai Bardo' uno de los grandes momentos en la historia de Severance? En realidad no, pero sólo porque episodios como 'Woe's Hollow' y el final de la primera temporada pusieron el listón muy alto. Pero tenía una tarea grande y complicada que abordar, y la hizo de una manera fascinante y poco convencional". También elogió la actuación de Dichen Lachman y su química con Adam Scott.  Ben Travers de IndieWire le dio al episodio una "B+" y escribió: "En términos prácticos, no estoy seguro de lo que eso significaría para Mark's Innie y Outie y sus respectivas relaciones. Pero por mucho que ['Chikhai Bardo'] sirva para recordarnos la conexión íntima y duradera de Mark y Gemma, también nos recuerda que no pueden simplemente volver a lo que tenían antes. Tienen que seguir adelante. Si pueden llegar allí juntos, bueno, esa es la pregunta del millón de dólares". 
Erin Qualey de Vulture elogió la dirección de Jessica Lee Gagné y escribió que "su capacidad para conversar con el público mediante el uso de señales de iluminación evocadoras y encuadres inteligentes es de nivel magistral". Elogió a Gagné por "ofrecer un retrato impactante de Mark recibiendo a la policía en la puerta, con la mitad superior de su rostro completamente oscurecida por la sombra".  Sean T. Collins de Decider escribió: "Lo creas o no, pero hasta donde puedo decir, este episodio arremolinado y volteado, brillantemente filmado y ensamblado marca el debut como director de la veterana directora de fotografía. Desde los giros y desvanecimientos y transiciones y otros trucos extraños que marcan las transiciones de escena hasta la actuación de alto riesgo que logra sacar de los actores, es difícil imaginar un debut más auspicioso". 
Brady Langman, de Esquire, escribió: "Se trata de una exploración de la memoria, de cómo percibimos el tiempo y de lo que se esconde en los rincones más profundos de nuestra psique. Más que una reflexión peculiar e inquietante sobre esta gran vida en cubículos, Severance es un estudio de cómo experimentamos (y, la mayoría de las veces, reprimimos) nuestro trauma más oscuro, solo para encontrar la alegría nuevamente a través de pura voluntad. Lo diré: 'Chikhai Bardo' es una obra maestra".  Erik Kain, de Forbes, escribió: "Este fue otro episodio profundamente poderoso, y quizás el más difícil de ver hasta ahora. La crueldad infligida a Gemma es simplemente devastadora. La tragedia de su matrimonio con Mark es desgarradora. He visto el episodio dos veces y cada vez que lo vi no solo me sentí inquieto, sino profundamente conmovido y entristecido". 
Jeff Ewing de Collider escribió: "'Chikhai Bardo' es un episodio asombroso que nos brinda la mejor mirada hasta el momento a Gemma, su relación con Mark antes de la tragedia y qué es exactamente lo que está pasando con ella en los pasillos de Lumon".  Breeze Riley de Telltale TV le dio al episodio una calificación de 4.5 estrellas de 5 y escribió: "A pesar de lo hermoso y conmovedor que es el episodio, plantea algunas preguntas sobre lo que Severance quiere ser. Parece haber abandonado en gran medida el interés de la temporada 1 de ser un comentario sobre el capitalismo y el lugar de trabajo y ha adoptado por completo su identidad como un misterio de ciencia ficción impulsado por los personajes". 